# Clostridium cellulolyticum
Clostridium cellulolyticum è una specie di batterio appartenente alla famiglia delle Clostridiaceae.